# 100000
Centomila (100 000) è il numero naturale dopo il 99999 e prima del 100001.
Indicato in notazione scientifica come 105 oppure come 1 E5 o ancora come 1 E+5.